# Teojushin

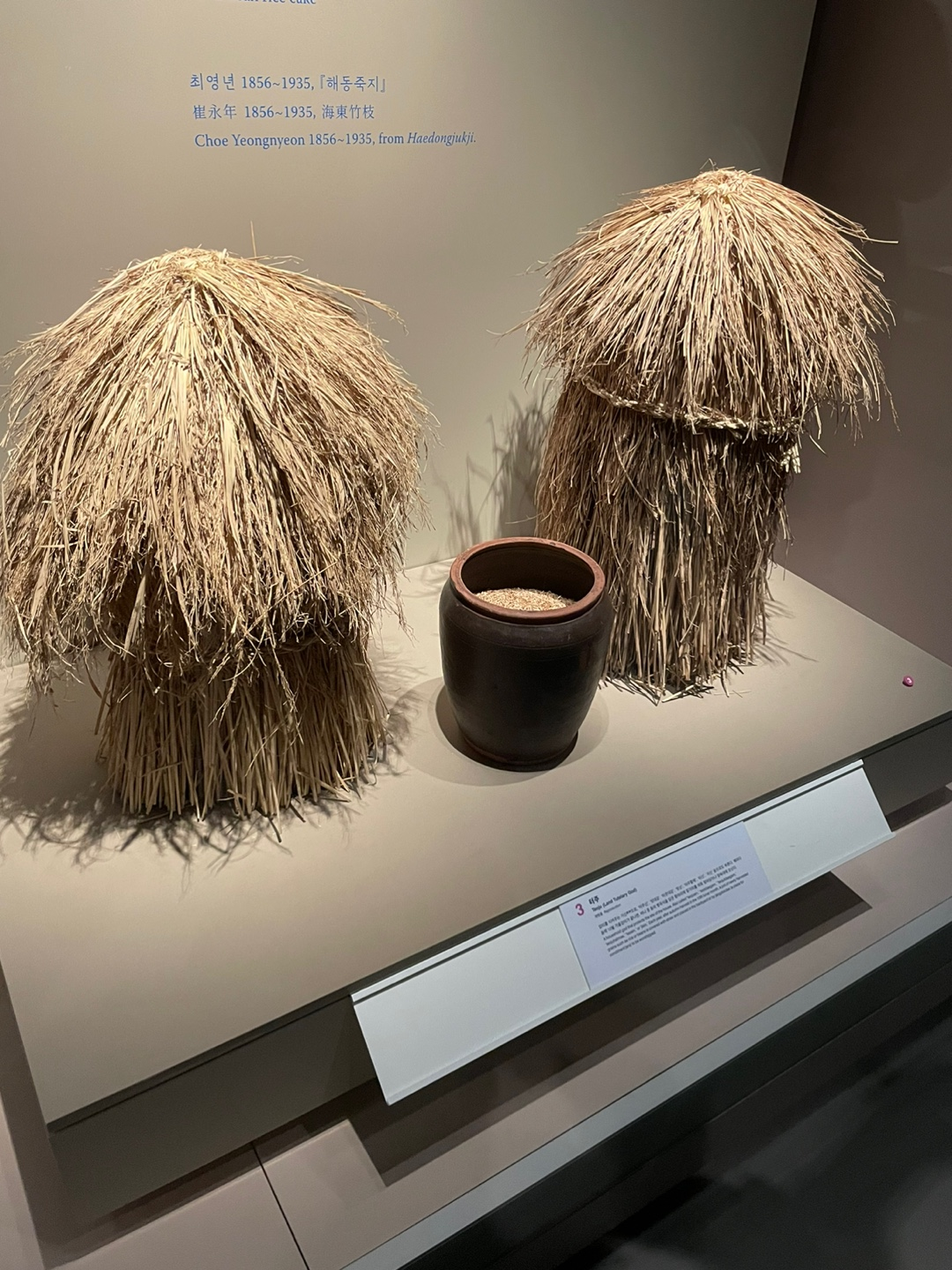
Exhibición de la diosa Teojushin en el Museo Folclórico Nacional de Corea.

Teojushin (Hangul: 터주신, Hanja: 터主神) o Teojusin, es la diosa patrona del terreno en el que se construye la casa en el culto Gashin de Corea. También es conocida como Jishin o "diosa de la tierra".
En Honam, no hay una entidad que se parezca a Teojushin. Sin embargo, hay una deidad llamada Cheollyungshin, el patrón de Jangdok, o contenedores de alimentos. En comparación con la adoración de otros Gashin, como Jowangshin o Seongjushin, Teojushin es menos conocido. Aun así, sigue siendo una deidad importante en la mitología coreana.

## Adoración
Se creía que Teojushin encarnaba una olla con arroz, guisantes o frijoles rojos. Luego se enterró la maceta o se colocó en las esquinas del patio trasero o en el jangdokdae, un área abierta que contiene jangdok. La olla estaba cubierta con un paraguas en forma de cono tejido de tallos de arroz. Los granos dentro de la olla se reemplazaban cada año, y la familia hacía tteok, o pasteles de arroz, con ellos. Los pasteles de arroz nunca fueron compartidos; esto se debe a que los tteoks representaban la suerte y a la creencia de que Teojushin era una diosa codiciosa.
En Honam, la gente creía en una deidad masculina llamada Cheollyungshin, el dios del jangdok. Algunos también creen que él es el dios del gusto. Su adoración fue generalmente similar a la adoración de Teojushin, excepto que el papel también se almacenó en la olla.
En la antigua sociedad coreana, era tabú cavar la tierra dentro de una casa porque la furia de Teojushin vendría sobre los cavadores.

En general, se consideró que Teojushin era codicioso, como se muestra en este gut:
 Yoksim-maneun nae daegam (Mi codicioso Teojushin)  
Tamsim-manen nae daegam (Mi codicioso Teojushin) ...
Yoksimi manko tamsimi manaseo daeyangpune galbijjimeul (Debido a la codicia, ella tiene costillas jjim en un tazón grande)

Soyangpune yeonggyejjimeul badeushideon nae daegaminde igeoti da museun soyeonginga (...y  que es todo esto cuanto Teojushin tiene pollo joven jjim en un tazón pequeño)
En gut dedicado a Teojushin, el mudang (chamán) representaría este aspecto de Teojushin al sostener tteok sobre la cabeza y bailar mientras sostiene el pie de una vaca alrededor de la casa y bebe alcohol. El chamán también usaba una cimitarra y un tridente en el gut.
También está el ritual Jishin Balbgi, donde se pisaba la tierra de la aldea mientras rodeaban la aldea, visitando casas individuales. Se creía que Teojushin alejaría a los fantasmas malvados, o Gwishin, y traería suerte a la aldea.
Como una deidad de riqueza, aquellos que aspiran a ser ricos deben adorarla devotamente. También es la diosa que se dice que ordena a las deidades de las direcciones cardinales, los Obang Shinjang.

## En mitología
El origen de Teojushin aparece en Seongjugut, un mito y gut de Seúl.
Hace mucho tiempo, Cheonsarangssi del Palacio del Cielo y Jital Buin del Palacio Subterráneo se casaron. En diez meses, Jital Buin dio a luz a un niño que lloraba como un dragón. Se llamaba Hwanguyangssi, quien podía construir cualquier edificio en la tierra.
Cuando Hwanguyangssi creció, se casó con el mortal Makmak Buin. Hwanguyangssi construyó un edificio circular en los Campos de Hwangsan.
Un día, Hwanguyangssi tuvo un sueño inquietante. En respuesta, decidió usar su gloriosa armadura durante todo el día, excepto al amanecer, cuando visitó a sus padres.
Mientras tanto, el Palacio del Cielo había sido destruido por una tormenta. El consejero de la deidad suprema, Gwangcheosa, aconsejó a Hwanguyangssi como el hombre adecuado para reparar el palacio. Pero cuando el enviado del Cielo, el Okhwang Chasa, llegó a la casa de Hwanguyangssi, estaba vestido con una armadura completa. Mientras deambulaba, sin saber qué hacer, un anciano se le acercó. El viejo era la deidad del hogar, Jowangshin.
Jowangshin le aconsejó al Okhwang Chasa que capturara a Hwanguyangssi al amanecer, la única vez que no usaba su armadura. Jowangshin había traicionado a su maestro porque arrojó zapatos embarrados a la cocina, y su esposa, Makmak Buin, colocó cuchillos afilados sobre el hogar.
Siguiendo el consejo de Jowangshin, el Okhwang Chasa capturó a Hwanguyangssi y le dijo que se preparara en cuatro días. Cuando Makmak Buin escuchó esto, hizo martillos, sierras y una cantidad extraordinariamente grande de otras herramientas en un día, además de ropa nueva. Al amanecer, ella preparó el caballo cepillándolo, alforjandolo y ensillándolo. Makmak Buin finalmente le aconsejó a Hwanguyangssi que no hablara con nadie en el camino y que usara madera vieja en lugar de madera nueva.
En el camino, Hwanguyangssi fue increpado por un hombre llamado Sojinhang, un mago, por no responder a sus preguntas sobre su identidad. Sojinhang le contó que él había elegido el terreno para el Palacio del Cielo, y si alguien más que él lo tocaba, el edificio se caería. Entonces le pidió un intercambio de ropa y alma. Hwanguyangssi dijo que cambiaría la ropa, pero no el alma.
Después de transformar su apariencia para adaptarse a Hwanguyangssi, Sojinhang fue a la casa de Hwanguyangssi. Mientras tanto, un cuervo lloraba en la casa. Interpretando esto como un mal presagio, Makmak Buin cerró las puertas.
Sojinhang dijo que era Hwanguyangssi y mostró su ropa para verificarlo. Sin embargo, Makmak Buin detectó que el olor a sudor en la tela era diferente y se negó a abrir las puertas. Entonces usó magia para abrir las puertas.
Sojinhang le contó que Hwanguyangssi estaba muerto e intentó obligarla a casarse con él. Sin embargo, ella, le dijo que tenía que realizar el jesa (ceremonia) de su padre, y secretamente escribió una carta con su sangre en un trozo de su ropa interior de seda diciéndole a Hwanguyangssi que se reuniera en el pozo de los Campos de Sojin, la tierra natal de Sojinhang.
Después de arrasar la casa de Hwanguyangssi, la secuestró y trató de obligarla a que se casara. Sin embargo, Mamak Buin le dijo que después del jesa, siete gwishin se habían unido a ella, y si se casaban en esas condiciones, serían desgarrados en siete partes. Según ella, la solución sería que comieran alimentos pobres en un escondrijo en los Campos de Sojin durante tres años.
Entretanto, Hwanguyangssi soñó que llevaba un sombre solo con los bordes, su cuchara rota por la mitad y enterrada bajo la tierra, mientras dormía en el Palacio del Cielo. Un adivino dijo que el significado del sueño era que su casa fue arrasada hasta los cimientos, y su esposa estaba sirviendo a otro hombre.
Hwanguyangssi estaba extremadamente agitado con el sueño, y acabó su tarea reconstruyendo todo el Palacio del Cielo en solo cuatro días, utilizando la madera vieja en lugar de la nueva, como había dicho Makmak Buin y regresó rápidamente a su casa. Todo menos los cimientos de la casa habían sido destruido, tan solo los renacuajos quedaban en el pozo. Mientras lloraba, sus lágrimas se convirtieron en un río, y sus suspiros se convirtieron en vientos.
De repente, una bandada de cuervos proyectaba sus sombras sobre un cimiento. Hwanguyangssi sintió curiosidad por lo que había allí y encontró la nota de Makmak Buin. Corrió hacia los Campos de Sojin, pero lo encontró fuertemente defendidos por los Obang Shinjang, las deidades de las direcciones cardinales. Hwanguyangssi se escondió en los sauces junto al pozo.
Por otro lado, Makmak Buin tuvo un sueño curioso. Vio caer una flor de cerezo, un espantapájaros en la puerta y un espejo roto. Su interpretación fue que la flor caída era un presagio de frutos que se formaban, el espantapájaros era un presagio de una figura respetable que aparecía, y el espejo era un presagio de una vieja cara que aparecía. Makmak Buin dijo que finalmente se casaría con Sojinhang tras un último baño en el pozo.
Al lado del pozo, encontró a Hwanguyangssi.Tras el regocijo, Makmak Buin escondió lo escondió bajo de su falda. Engañó a Sojinhang diciéndole que deberían celebrar su matrimonio con alcohol, pero había un hipnótico en la bebida. Sojinhang se durmió, y Hwanguyangssi emergió y convirtió a Sojinhang en un jangseung, o tótem, para defender las aldeas. Los hijos de Sojinhang se convirtieron en Seonangdang, o mojones de piedra donde los viajeros rezaban por seguridad.

Y fue así como, Hwanguyangssi se convirtió en Seongjushin, el dios de la casa y Makmak Buin, y Teojushin, diosa de la tierra. El Seongjugut concluye así:
Seongjunimi bulanhamyeon Jishinnimi anjonhago (Cuando Seongju está nervioso, Jishin (Teojushin) está estable)
Jishinimi bulanhamyeon Seongjunimi anwianjeonghashigo (Cuando Jishin (Teojushin) está nerviosa, Seongju está estable y firme)
Du gawangi habi doeya (Sólo cuando el rey y la reina del Gashin son uno)
Han Namukkeuti Neul Nagilnagilhago (El final de un árbol es afortunado)

Chilbidongsane manmansu nojeokeul naerieojubsoseo (Concédenos 10.000 suerte a las siete cumbres)